# 洛伊·布萊克
洛伊·布萊克（英語：Aloe Blacc，1979年1月7日—），本名愛格伯特·納撒尼爾·道金斯三世（英語：Egbert Nathaniel Dawkins III），是美國的一位歌手、音樂製作人和慈善家，代表作有歌曲《I Need a Dollar》、《The Man》，以及為艾維奇的《Wake Me Up》作詞和提供人聲部份。

## 生平

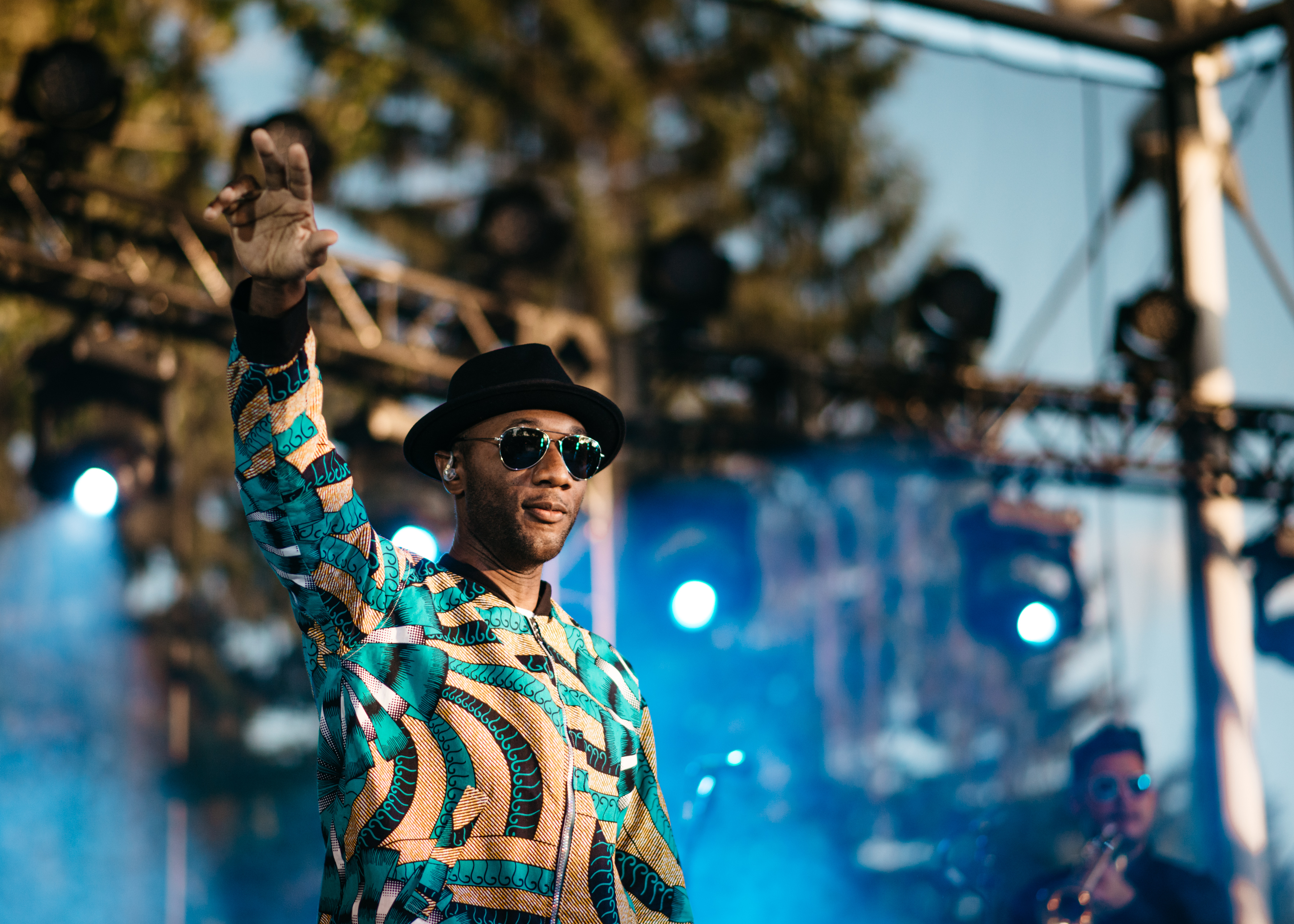
洛伊·布萊克在加拿大的一場表演，2019年攝

洛伊·布萊克於1979年1月7日於加利福尼亞州橙縣拉古納希爾斯出生，父母是巴拿馬人。在南加州大學修讀語言學及心理學，並於2001年畢業，畢業後有段時間在安永會計師事務所工作。於2006年入讀Red Bull音樂學院。
洛伊·布萊克於1995年和音樂製作人Exile組成二人樂隊Emanon，於1996年以錄音室專輯《Imaginary Friends》出道，至今該樂隊已發行6張音樂作品。阿洛伊·布萊克亦在1998年參加由MTV主辦的選秀節目The Cut。
洛伊·布萊克於2003年開始單飛，發行了兩張迷你專輯，並於2006年和Stones Throw Records簽約，發行個人第一張專輯《Shine Through》。2010年發行第二張專輯《Good Things》，銷量很好，獲得雙白金唱片認證，並在2013年銷量突破100萬。第三張專輯《Lift Your Spirit》於2013年發行，銷量和評價也不錯，獲得格萊美獎最佳R&B專輯提名。洛伊·布萊克也經常和其他歌手合作，作品有艾維奇的《Wake Me Up》等。
他在2019年以「Mushroom」之名參加美國真人騷歌唱比賽電視節目《蒙面歌手》第4季。

## 音樂作品

### 專輯
- Shine Through (2006)
- Good Things (2010)
- Lift Your Spirit (2013)
- Christmas Funk (2018)
- All Love Everything (2020)

## 來源
1. ↑  Lancaster, Elizabeth. . MTV News.   [2022-06-09]. （原始内容存档于2022-06-09） （英语）.
2. 1 2  . web.archive.org. 2013-10-29  [2022-06-09]. （原始内容存档于2013-10-29）.
3. ↑  https://hiphopdx.com, HipHopDX-. . HipHopDX. 2010-09-17  [2022-06-09]. （原始内容存档于2022-06-09）.
4. ↑  ,   [2022-06-09], （原始内容存档于2022-10-25） （中文（中国大陆））
5. ↑  . web.archive.org. 2013-10-30  [2022-06-09]. 原始内容存档于2013-10-30.
6. ↑  Nast, Condé. . Pitchfork.   [2022-06-09]. （原始内容存档于2022-10-30） （美国英语）.
7. ↑  April 05, Simon Vozick-Levinson Updated. . EW.com.   [2022-06-09]. （原始内容存档于2022-10-29） （英语）.
8. ↑  . themusic.com.au.   [2022-06-09]. （原始内容存档于2022-01-18） （英语）.